# Eupentacta quinquesemita
Eupentacta quinquesemita är en sjögurkeart som först beskrevs av Emil Selenka 1867.  Eupentacta quinquesemita ingår i släktet Eupentacta och familjen mjuksjögurkor. Inga underarter finns listade i Catalogue of Life.